# Etta James Rocks the House
Etta James Rocks the House ist ein Livealbum der Sängerin Etta James, das 1964 auf Argo, einem Sublabel von Chess Records veröffentlicht wurde. Es enthält Aufnahmen, die an zwei Tagen Ende September 1963 im New Era Club in Nashville, Tennessee aufgenommen wurden. Es blieb das einzige Livealbum, das James in ihrer Zeit bei Chess Records veröffentlicht hat.
Im Gegensatz zu den Studioaufnahmen, die eher sanft und romantisch mit geigengeschwängerten Arrangements aufgenommen wurden, sollten die Liveaufnahmen des Albums Etta James als raue und feurige Bluessängerin zeigen, was auch gut gelang. Das einzige Mal, in der die Band das Tempo herabsetzte, war Etta James eigene Nummer All I Could Do Is Cry, aber was an Tempo eingespart wird, kommt an emotioneller Intensität dazu.
Neben ihren eigenen Nummern enthält das Album einige Coverversionen (What'd I Say, Sweet Little Angel, Money, Ooh Poo Pah Doo). Auf der CD-Neuauflage befinden sich drei bisher unveröffentlichte Tracks (Ain't That Lovin' You Baby, All I Could Do Was Cry, I Just Want to Make Love to You). Bemerkenswert sind auch die Soli des Gitarristen David Walker.
Das Album wurde 2008 in die Blues Hall of Fame aufgenommen.

## Titelliste
1. Something's Gotta Hold on Me" (Etta James, Leroy Kirkland, Pearl Woods) – 5:02
2. Baby What You Want Me to Do" (Jimmy Reed) – 4:14
3. What’d I Say (Ray Charles) – 3:15
4. Money (That’s What I Want) (Janie Bradford, Berry Gordy Jr.) – 3:22
5. Seven Day Fool (Billy Davis, Berry Gordy, Jr., Sonny Woods) – 4:20
6. Sweet Little Angel (Robert McCollum) – 4:14
7. Ooh Poo Pah Doo (Jessie Hill) – 4:04
8. Woke Up This Morning (B. B. King) – 3:38
9. Ain't That Loving You Baby (Jimmy Reed) – 2:51
10. All I Could Do Was Cry (Billy Davis, Gwen Fuqua, Berry Gordy, Jr.) – 3:21
11. I Just Want to Make Love to You (Willie Dixon) – 3:40[3]

## Kritikerstimmen
- AMG - Bill Dahl: Simply one of the greatest live blues albums ever captured on tape. (Schlicht eines der besten Livebluesalben, das jemals aufgenommen wurde.)[2]
- CD Universe: Etta James Rocks the House indeed. (Etta James rockt das Haus in der Tat.)[1]